# Bombarder
Un bombarder és una aeronau militar dissenyada per atacar objectius de superfície mitjançant municions explosives com ara bombes o míssils de creuer. Aquest tipus d'avions de combat es desenvoluparen des de les primeres aplicacions militars i acostumaven a ser aeronaus molt més pesants que els caces per raó de la gran càrrega de bombes que han de transportar. En les darreres dècades la funció de bombarder la porten a terme cada cop més avions polivalents en comptes de dissenys especialitzats.

## Història
El primer ús d'una bomba llançada per aire (en realitat quatre granades de mà fabricades especialment per l'arsenal naval italià) va ser realitzada pel segon tinent italià Giulio Gavotti l'1 de novembre de 1911 durant la Guerra Italo-Turca a Líbia –encara que el seu avió no estava dissenyat per a la tasca de bombardeig, i els seus atacs improvisats a les posicions otomanes van tenir poc impacte. Aquestes esferes d'acer plenes d'àcid pícric van ser anomenades "ballarines" a causa de les cintes de teixit que s'acoblaven.

### Orígens i Primera Guerra Mundial

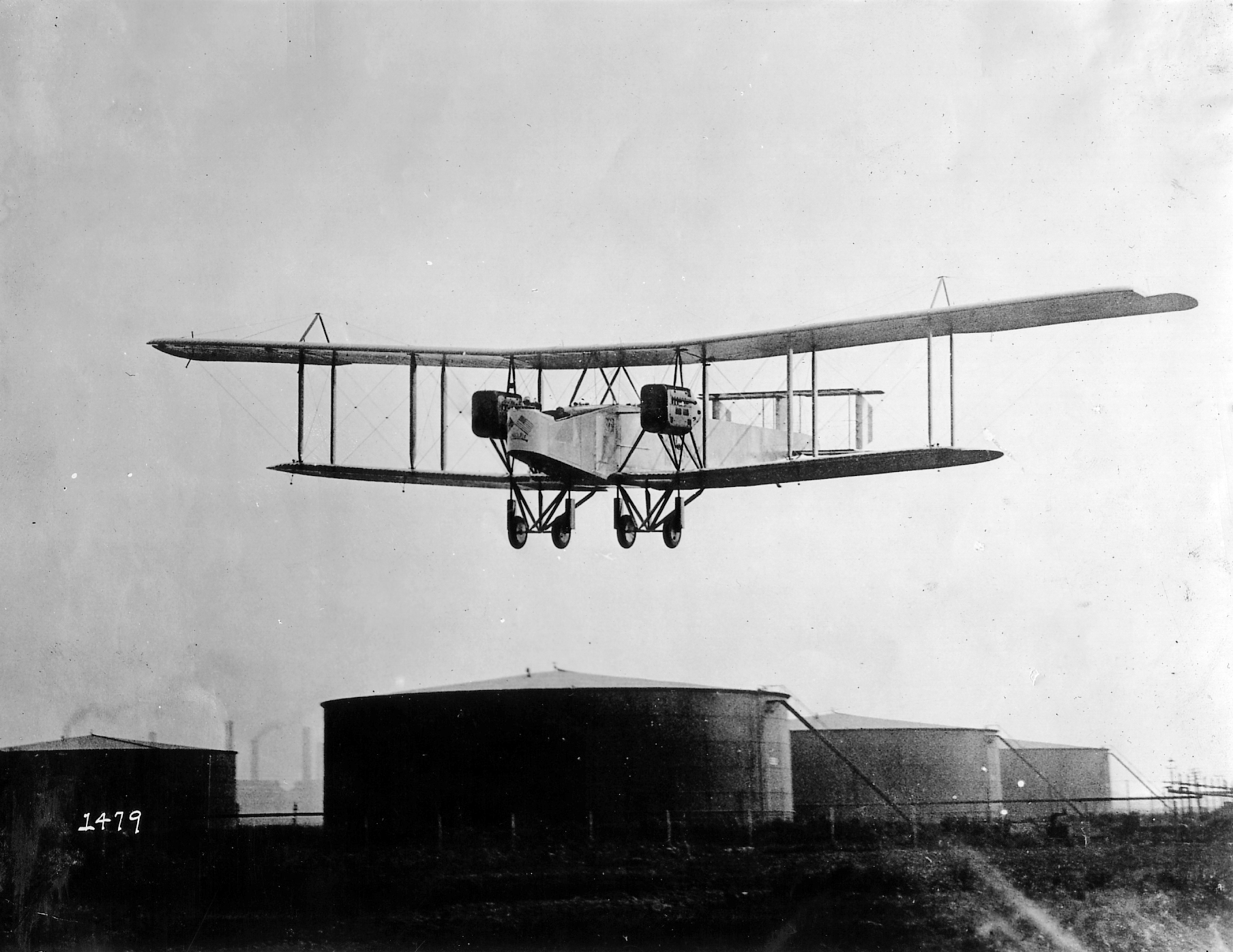
El Handley Page Type O britànic, el primer disseny de bombarder bimotor.

L'ús d'avions com a bombarders va aparèixer des dels inicis de la guerra amb l'ús d'avions de reconeixement que llançaven bombes lleugeres. Els models i tàctiques van anar evolucionant al paral·lelament a l'evolució dels avions de caça. La guerra italoturca va ser un banc de proves dels nombrosos avenços tecnològics utilitzats a la Primera Guerra Mundial; sobretot l'aeroplà. El 23 d'octubre de 1911, quan el pilot italià capità Piazza, en un aparell Blériot XI, va sobrevolar les línies enemigues turques en una missió de reconeixement, i l'1 de novembre el sotstinent Gabotti va deixar caure la primera bomba aèria sobre les tropes turques a Líbia.
Durant la primera guerra mundial els dissenys s'anaren perfeccionant amb major capacitat de càrrega de bombes. Tot i això el disseny lleuger dels avions de l'època (amb estructura de fusta i fuselatge de tela) no permetia transportar bombes molt pesants. Els britànics foren els primers a desenvolupar la tècnica de bombardeig en picat en 1914 amb l'ús d'un Sopwith Tabloid i quatre Avro 504 de la Royal Naval Air Service amb l'objectiu de destruir fàbriques de dirigibles en territori alemany. Per la seva banda els alemanys utilitzaren dirigibles tipus zeppelin per atacar amb bombes objectius tan llunyans com la ciutat de Londres.

### Segona Guerra Mundial

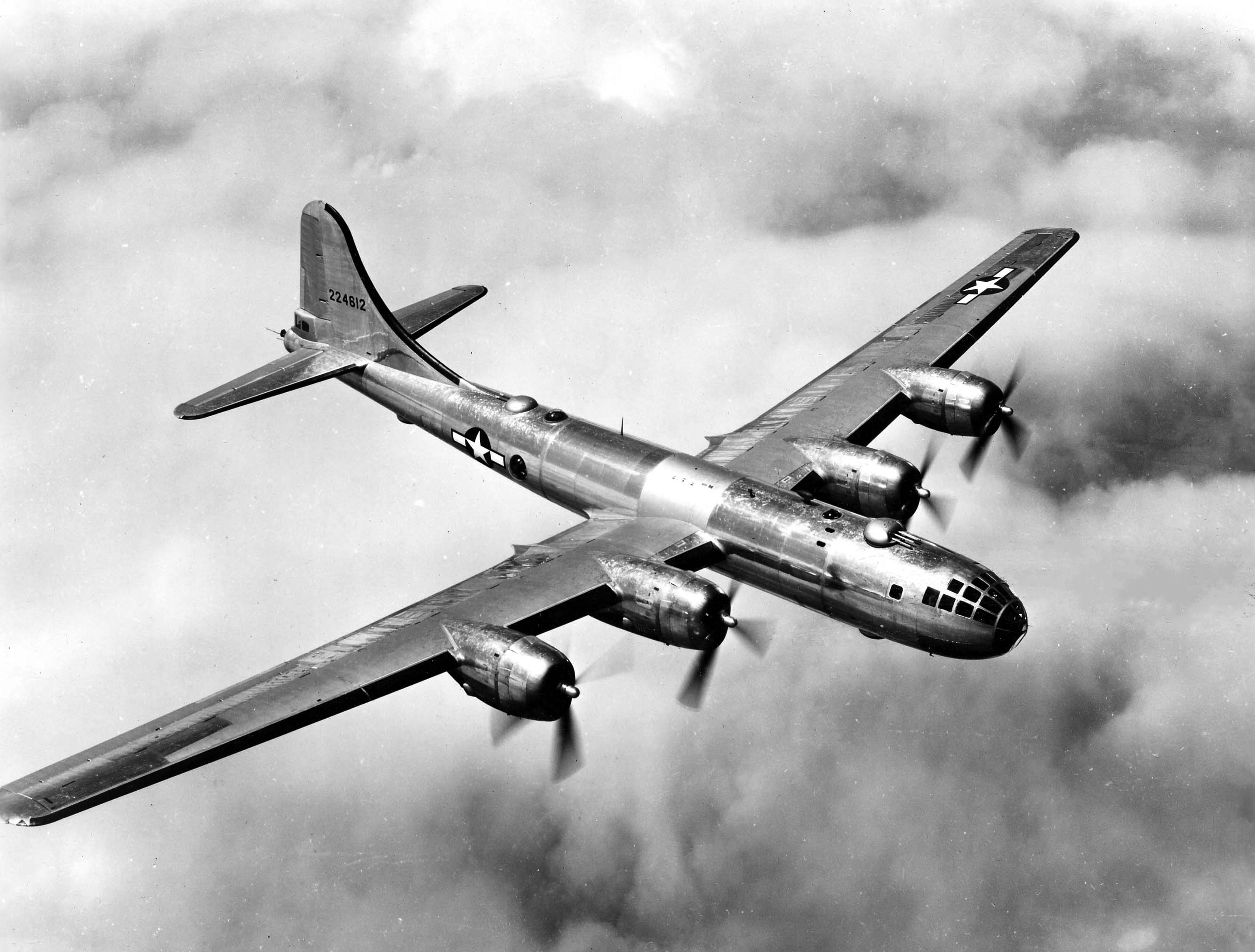
Un bombarder pesant B-29 Superfortress de les Forces Aèries dels Estats Units.

Durant la Segona Guerra Mundial els bombarders van arribar a tenir grans dimensions perquè per tal de poder transportar el pes enorme de les bombes els calien múltiples motors i fuselatges molt més amples. També és notable el grau d'especialització que es va assolir en els dissenys de l'època arribant a models específics per a cada rol d'atac (tant en funció dels objectius com de les armes utilitzades): bombarder en picat, bombarder lleuger, bombarder pesant, bombarder torpediner, bombarder antitancs, etc.
En aquesta època els bombarders també portaven armament defensiu per tal de repel·lir els atacs dels caces enemics. Aquest constava normalment de torretes amb metralladores. Aquestes defenses eren necessàries, ja que els bombarders, sobretot els pesants, eren un objectiu fàcil perquè la seva velocitat i maniobrabilitat eren molt menors que la dels altres avions de combat, i van resultar massa vulnerables a la velocitat dels avions de caça que van aparèixer a finals de la guerra.

### Guerra Freda

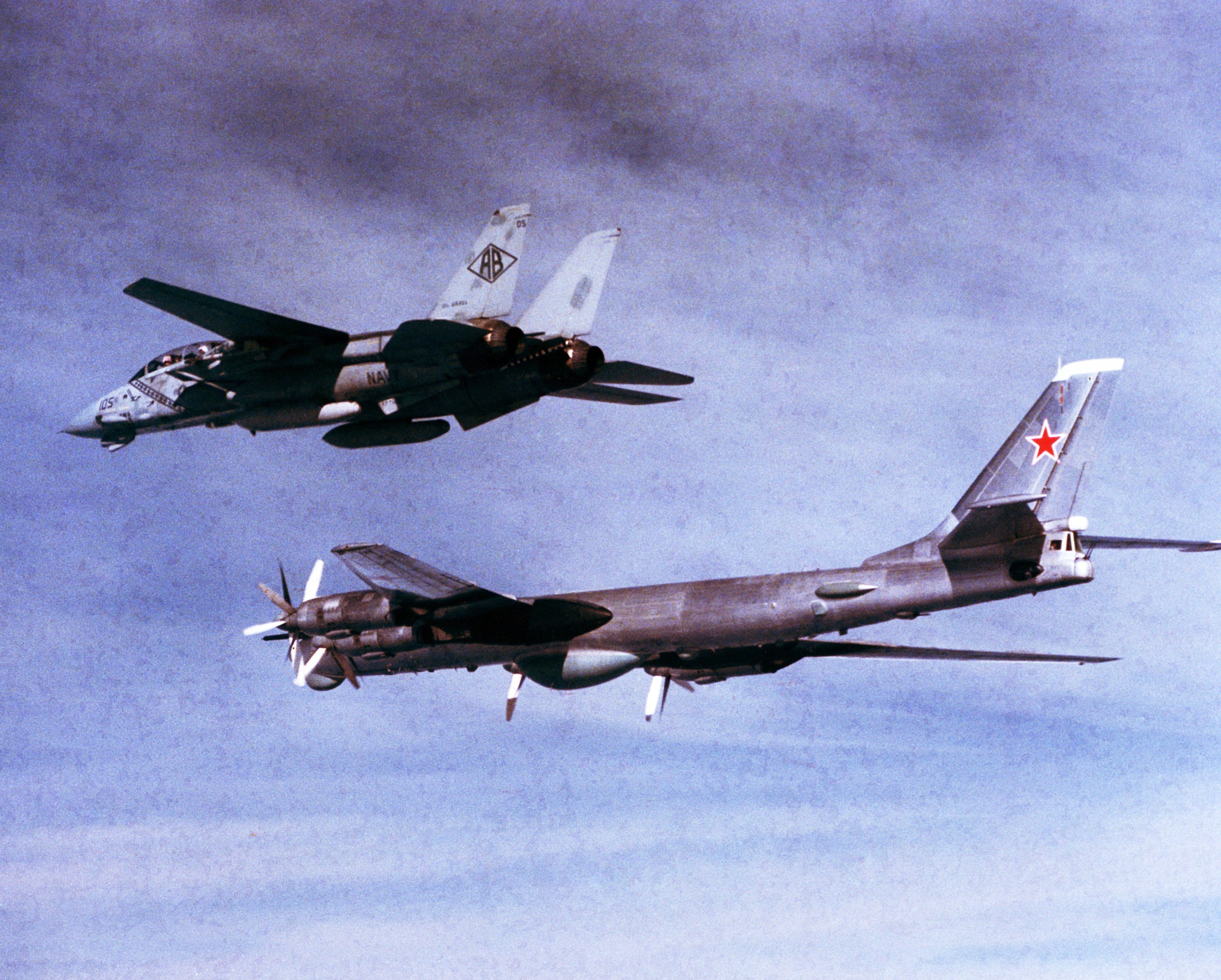
Un F-14 Tomcat de la marina americana escorta un Tu-95 Bear D, l'any 1985.

Els bombarder en picat van quedar completament obsolets poc després de finalitzar la guerra, amb l'arribada dels avions a reacció i els míssils guiats. Al començament de la Guerra Freda els bombarders eren l'únic vector per atacar amb armes nuclears a l'enemic, això els conferia una importància clau en el paper de bombarders estratègics dins la Doctrina Dulles. Després amb el desenvolupament de míssils guiats antiaeris els bombarders van haver d'adoptar estratègies per evitar la seva intercepció. D'entrada s'optà per dissenys capaços de major velocitat i vol a gran altura per exemple el bombarder English Electric Canberra podia volar a major velocitat i altura que els caces contemporanis. El continu desenvolupament dels míssils va portar a un canvi d'estratègia, passant a volar a baixa alçada i gran velocitat. Això era possible gràcies als nous dissenys de les bombes i els sensors d'atac que permetien major precisió sense haver de realitzar un picat o volar a gran altura sobre l'objectiu.
Al mateix temps es va mantenir la necessitat de llançar bombes convencionals en els conflictes armats amb països sense armament nuclear com per exemple l'ús de B-52 a la Guerra del Vietnam.

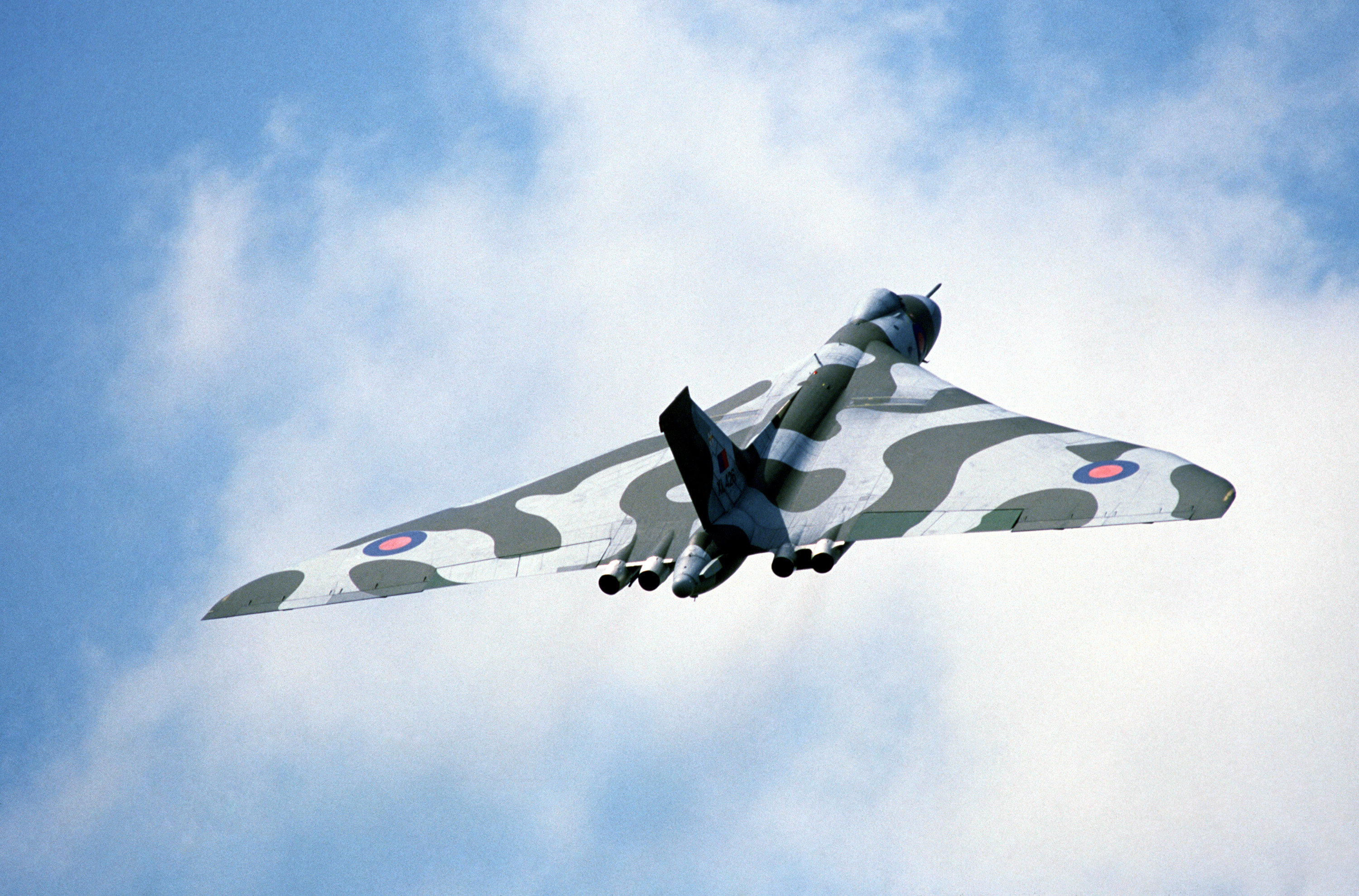
L'Avro Vulcan formava part de la força de la Royal Air Force designada pels atacs nuclears.

El desenvolupament dels grans bombarders estratègics es va estancar degut a les limitacions pressupostàries i a la prioritat que s'atorgà sovint als míssils balístics. Així per exemple als Estats Units es va cancel·lar el programa del bombarder supersònic XB-70 Valkyrie a principis de la dècada del 1960. Així mateix models posteriors com el B-1 Lancer i el B-2 Spirit van patir retallades i tingueren una producció limitada. Això provocà que els B-52 produïts els anys 50 i 60 s'utilitzessin preferentment i molts encara estan en actiu avui en dia. A l'URSS també es cancel·là el Túpolev Tu-22M 'Backfire' a la dècada del 1970 i avui en dia encara continua en actiu el més antic i senzill Túpolev Tu-95 'Bear'. Per altra banda la força de bombarders estratègics nuclears del Regne Unit es va quedar obsoleta i es va dissoldre el 1983. A França la versió de bombardeig del Mirage IV es va retirar el 1996, però va ser substituït pel Mirage 2000N en aquest rol.

### Època moderna
Actualment, només la Força Aèria dels Estats Units, l'aviació de llarg abast de les Forces aeroespacials russes] i la Força Aèria de l'Exèrcit Popular d'Alliberament de la Xina operen bombarders pesats estratègics. Altres forces aèries han abandonat els bombarders dedicats a favor dels avions de combat multifunció.
En l'actualitat, aquestes forces aèries estan desenvolupant cadascuna substitució furtiva per a les seves flotes de bombarders heretats, la USAF amb el Northrop Grumman B-21, les Forces Aeroespacials russes amb el PAK DA i la PLAAF amb el Xian H-20. En 2021, s'esperava que la B-21 entri en servei el 2026-2027. El B-21 seria capaç de vagar a prop de les zones objectiu durant períodes prolongats de temps.

## Classificació dels bombarders

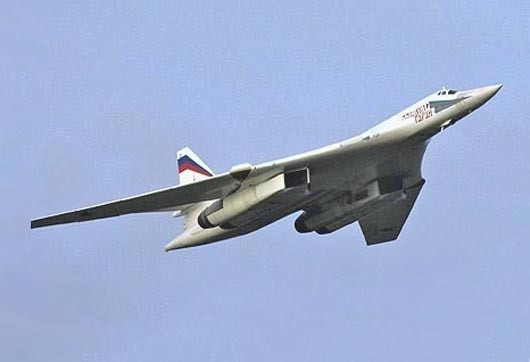
El bombarder soviètic de reacció Túpolev Tu-160 fotografiat a Olenegorsk l'any 2005.

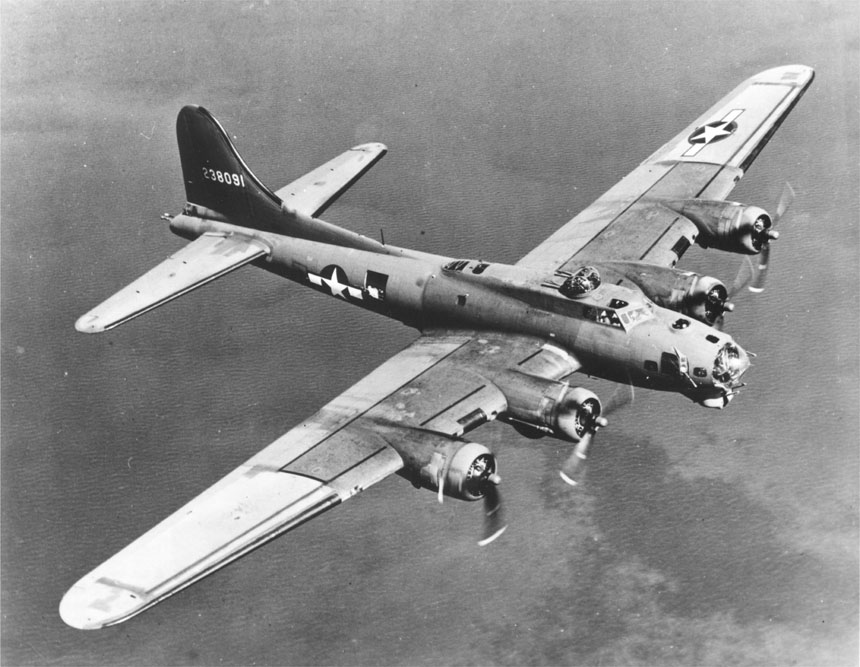
El bombarder americà B-17 Flying Fortress de la Segona Guerra Mundial.

### Bombarder pesant o estratègic
El Bombarder estratègic es caracteritza per tenir un gran abast per tal de permetre atacs contra objectius estratègics molt endins del territori enemic com ara: bases de subministraments, fàbriques, ponts o les mateixes ciutats per tal de danyar la infraestructura i moral enemiga. Exemples d'aquest tipus de bombarder serien: Avro Lancaster, Heinkel He 111, Junkers Ju 88, B-17 Flying Fortress, B-24 Liberator, B-29 Superfortress, B-52 Stratofortress, General Dynamics F-111, Túpolev Tu-16 'Badger', Túpolev Tu-160 'Blackjack' i el Túpolev Tu-95 'Bear'.

### Bombarder tàctic
El Bombarder tàctic és un bombarder de menor envergadura dissenyat per a realitzar missions d'abast curt sovint en coordinació amb l'avançament de les tropes terrestres. És una categoria molt àmplia que fins a mitjans de s.XX englobava als bombarders mitjans però on després ja hi podem incloure la major part d'avions de reacció dissenyats per atacar objectius terrestres o específicament per al suport aeri proper (per destruir aglomeracions de tropes, tancs enemics, etc.).

### Caça bombarder
El Caça bombarder és un avions d'atac polivalent que poden estar equipats amb armament antiaeri, míssils aire-aire, armament d'atac a terra, bombes, coets, míssils aire-superfície, etc. La major part d'avions de caça són dissenyats amb capacitat d'atac a terra i el mateix model pot tenir versions especialitzades en el rol de bombarder o en el rol de combat aeri.

## El bombardero en la fuerza aérea actual
A pesar de que al nacer, se presentó como una arma indispensable para neutralizar las defensas enemigas y sus centros productivos, hoy en día, el bombardero en sí, ha pasado a tomar un rol secundario para la mayoría de los países, los cuales se han concentrado en tener fuerzas armadas más disuasivas que eviten ir a enfrentamientos en territorio enemigo.

### Bombardeig massiu contra bombardeig selectiu

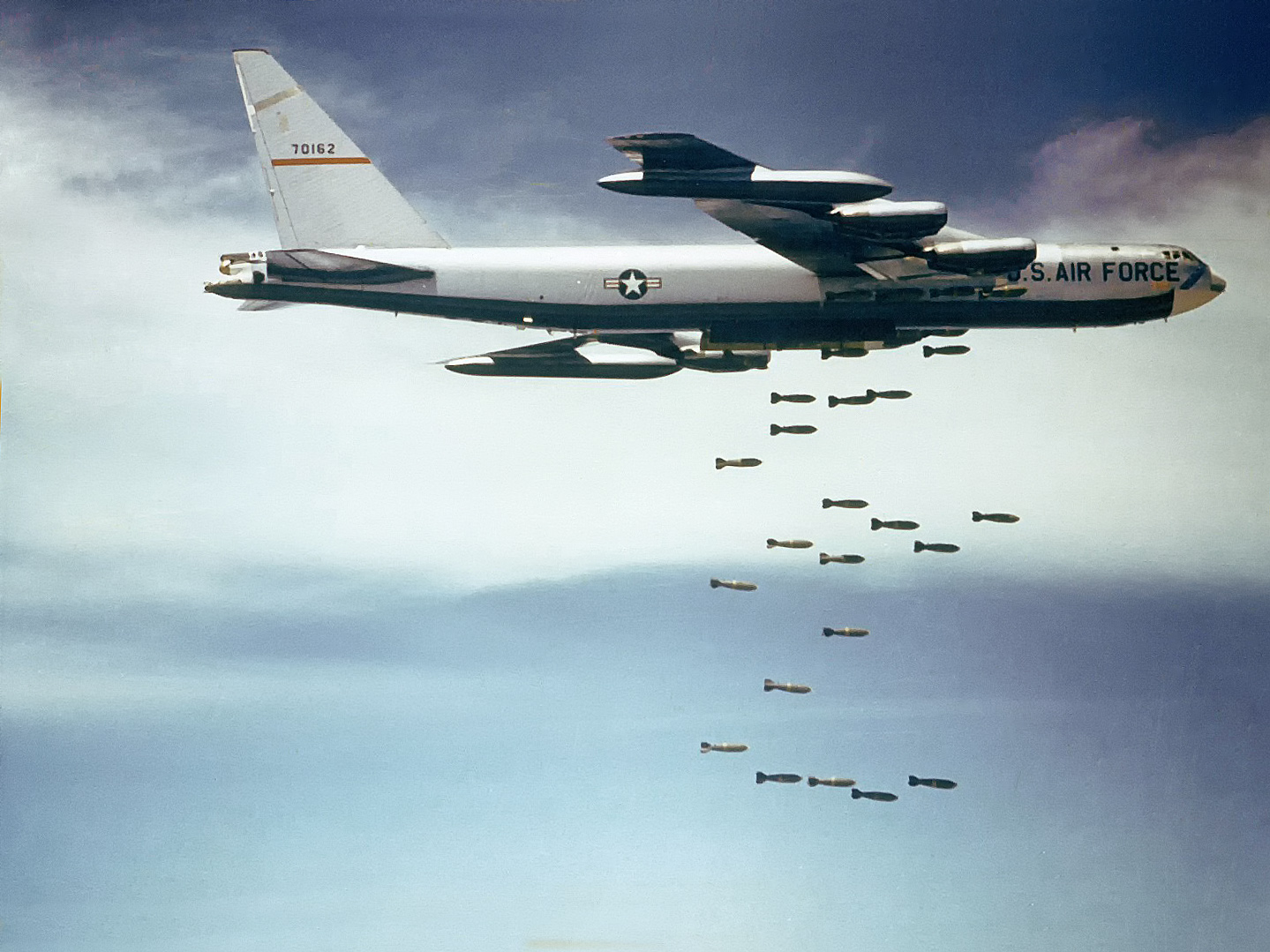
B-52F realitzant un bombardeig massiu sobre territori enemic durant la guerra del Vietnam.

Amb les contínues millores tecnològiques, quant a obtenció d'informació del camp de batalla i precisió en el llançament de municions, les forces armades han optat per canviar les seves doctrines per a l'eliminació d'objectius, tenint en compte els danys col·laterals que poden comportar els atacs. Per exemple, el bombardeig massiu implica una gran exposició al foc enemic, grans quantitats de material llançat i resultats incerts. Va ser àmpliament usat pels Estats Units en campanyes com la de Vietnam i, no obstant això, els resultats obtinguts no eren finalment els esperats, a causa del tipus diferent d'enemic que es presentava.
Actualment, es prefereixen els bombardejos de precisió o atacs quirúrgics, on s'escull un o diversos blancs que poden ser des d'edificis complets fins a un simple vehicle i destruir-lo, perjudicant el mínim possible als elements que l'envolten. Per això s'utilitzen sistemes de guia satelital GPS o dispositius de punteria làser. Exemple d'això van ser els atacs als palaus de Bagdad, els quals malgrat estar totalment destruïts a l'interior, conservaven les façanes relativament intactes.

### La fi del bombarder pesant?
Avui s'ha arribat a un límit quant a abast de vol, donat només per la resistència dels pilots; a més, l'ús de míssils intercontinentals ICBM evita exposar material bèl·lic d'alt cost i tripulacions a perills. Per aquestes raons i a causa de l'alt cost en desenvolupament que significa el reemplaçament de les aeronaus que hi ha en servei actualment, només les superpotències militars com Rússia i Estats Units posseeixen bombarders pesats de llarg abast.
De fet, els Estats Units han mantingut de moment la seva flota de B-52. A més el bombarder furtiu B-2 és un avió relativament nou, al qual encara li queda una llarga vida en servei, encara que la seva hora de vol i manteniment és de molt alt cost, i recentment, s'han utilitzat míssils creuer BGM-109 Tomahawk, llançats des de fragates missileres, abans que una nova revolució tecnològica el pugui reemplaçar.

## Altres usos
Ocasionalment, s'han utilitzat avions militars per bombardejar embussos de gel amb un èxit limitat com a part d'un esforç per netejar-los. El 2018, la Força Aèria Sueca va llançar bombes sobre un incendi forestal, apagant les flames amb l'ajuda de les ones explosives. Els incendis s'havien fet estralls en una zona contaminada amb artilleria sense explotar, cosa que dificultava l'extinció dels bombers.